# 사이히 자동차
사이히 자동차(일본어: 西肥自動車 さいひじどうしゃ[*])는 나가사키현 사세보시에 본사를 두고, 나가사키현 북부 및 사가현 북서부를 중심으로 영업 노선을 보유하고 있는 노선버스 사업자이다. 통칭은 사이히 버스(西肥バス)이다. '사이히'(西肥)라는 명칭은 해당 버스 운송업자가 사업을 당초부터 전개해 왔던 나가사키현 북부 일원을 중심으로 옛 히젠국의 서쪽 지역에 해당하는 것에서 유래되었다.

## 개요
- 설립 및 창업 : 1920년 (다이쇼 9년) 2월, 기타마쓰우라군 에무카에정(에무카에정은 현재의 사세보시)에 설립.
- 자본금 : 9,485만 255엔
- 면허 km수 : 2,049 km (2013년 기준)
- 보유 차량수 : 359대 (일반 여객 영업용 303대, 전세용 56대)
- 차체 외장 : 기본 컬러는 실버과 블루이며, 커머셜 송으로도 불림.
- IC카드 : Nagasaki Nimoca로 구성됨.
- 비고 : SUNQ 패스 등도 이용 가능

## 본사 및 영업소
- 본사 : 나가사키현 사세보시 시라하에초 9-2
- 북부영업소 : 나가사키현 기타마쓰우라군 사자정 고라멘 1572-28 (사세보역전 버스 센터를 시발점으로 북부 방면, 남부 방면, 나가사키 공항 노선, 사세보시 - 나가사키시 노선, 사세보 - 후쿠오카 노선 담당)
- 동부영업소 : 나가사키현 사세보시 시게고초 3385-1 (하이키 노선, 우레시노 노선, 가와타나 노선 등 남부 및 북부 노선의 각 일부 담당)
- 히라도영업소 : 나가사키현 히라도시 오쿠보초 1256-2 (사세보~히라도, 히라도~마쓰우라 노선 및 히라도섬의 내부 노선, 사세보역전 버스 센터를 시발점으로 하는 북부 노선만 담당)
- 신카미코토영업소 : 나가사키현 미나미마쓰우라군 신카미고토정 아오카타고 2277 (도내 전 노선)
- 나가사키영업소 : 나가사키현 나가사키시 히카리마치 2-5 (나가사키~사세보 노선)
- 이마리영업소 : 사가현 이마리시 니리초 하치야가라미 378-4 (이마리나 마쓰우라에서 발착하는 모든 노선과 사세보역전 버스 센터를 시발점으로 하는 북부 노선을 담당함. 이마리시와 니시마쓰우라군 아리타정을 소재로 하는 커뮤니티 버스도 수탁 운행중)
- 사세보역전, 야미네, 구로카미 등 기타 영업소 : 사세보 버스 일본어 위키백과 페이지 관련 항목 참조

## 고속버스
- 사이히 자동차에서는 주간편을 "하이웨이 익스프레스호"(HIGHWAY Express)로, 이전에 운행했던 야간편은 "코럴 익스프레스호"(CORAL Express)라는 애칭으로 통일된 바 있다. 과거 운행 노선은 제외하고, 현재 운행중인 노선만 서술한다.
- 고속버스 노선 중에서 공동 운행을 참여하는 운수사업자도 역시 별도로 표시된다.

### 현재 운행중인 노선
- 사세보~후쿠오카 노선 : 사세보호 (させぼ号)로 운행함. 사자정, 사세보시 - 후쿠오카, 하우스텐보스 - 후쿠오카 (서일본 철도)
- 사세보~나가사키 노선 : 사자, 사세보 - 나가사키 (나가사키현 교통국(일본어판))

## 갤러리

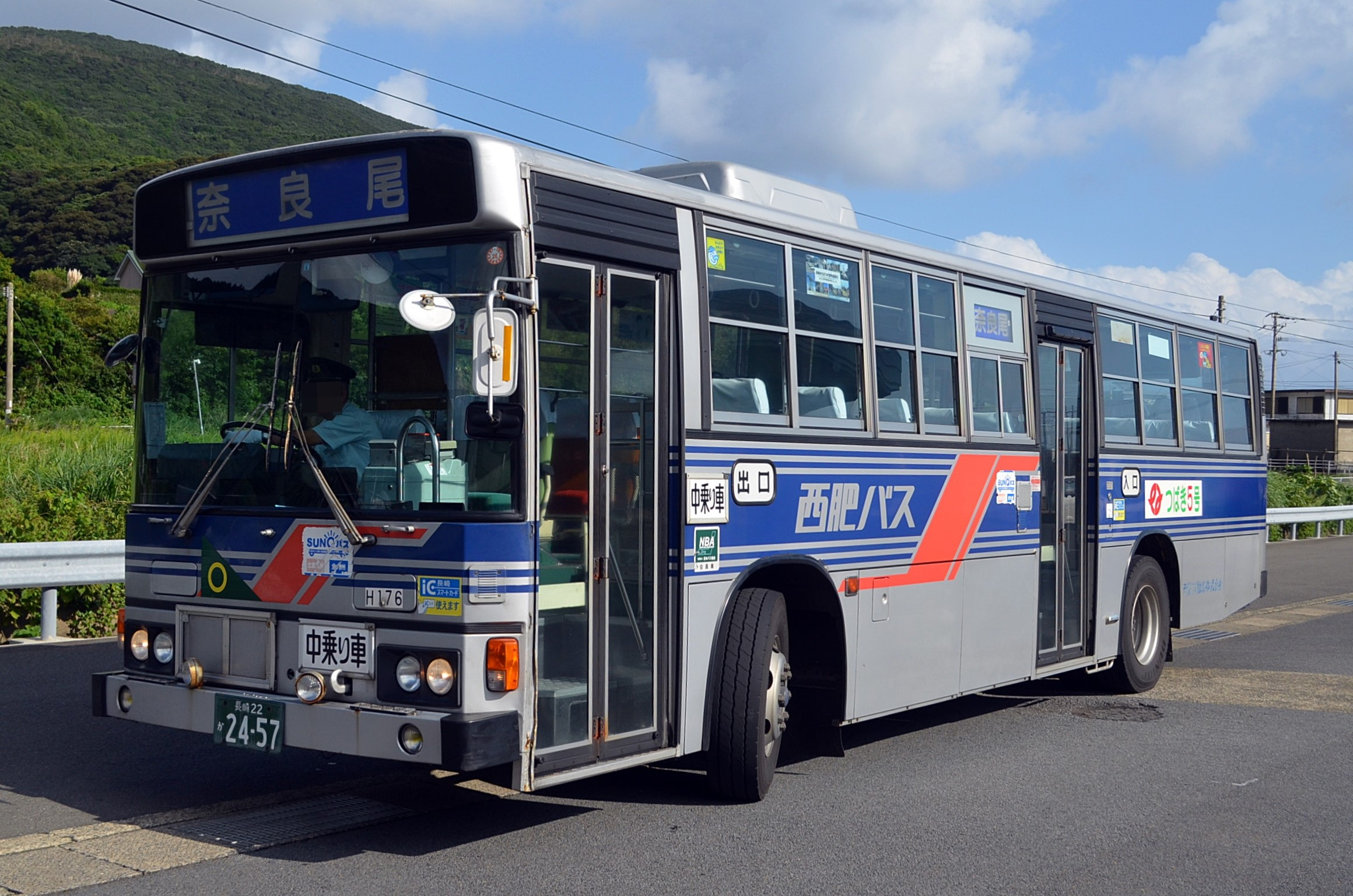
H176 (폐차제), 히노 블루 리본으로 차의 애칭은 '쓰바키 5호'
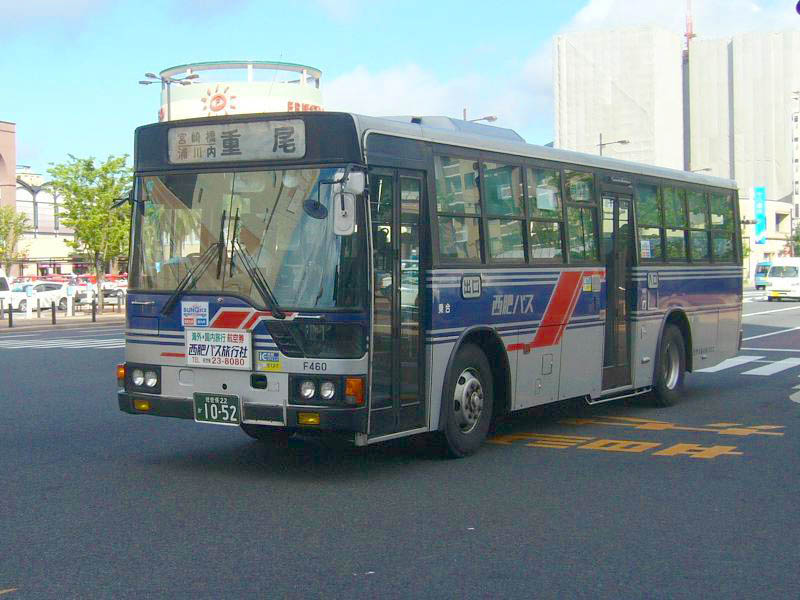
F460 (폐차제), 미쓰비시후소 에어로 스타-M
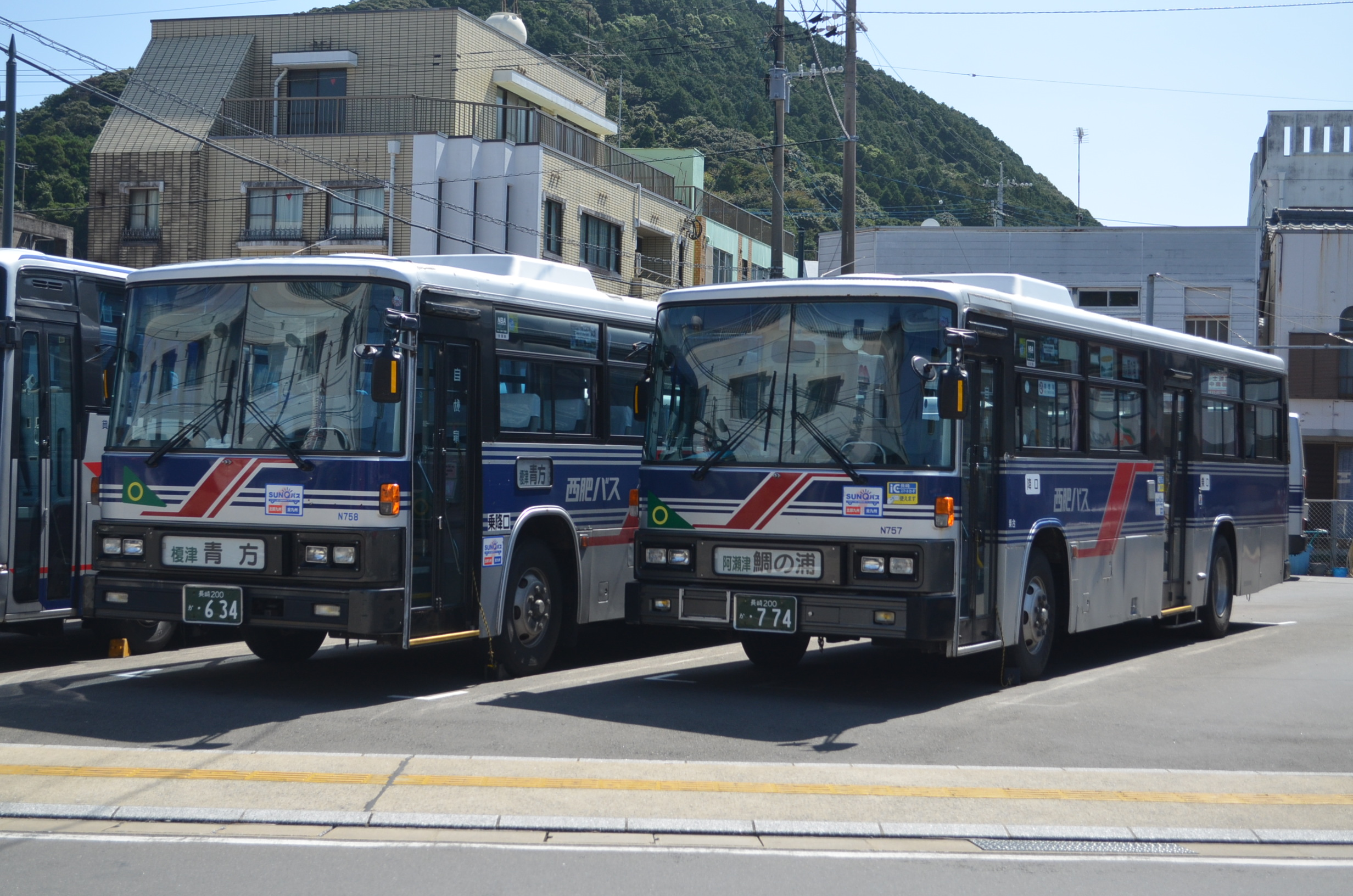
N758 및 N757 (폐차제), 닛산 디젤 스페이스 러너 A로, 이전에 운행되었던 나가사키 공항 특급 버스 전용 차량이며 일반 노선을 전용한 다음 중문 설치 개조 차량도 더러 있다.
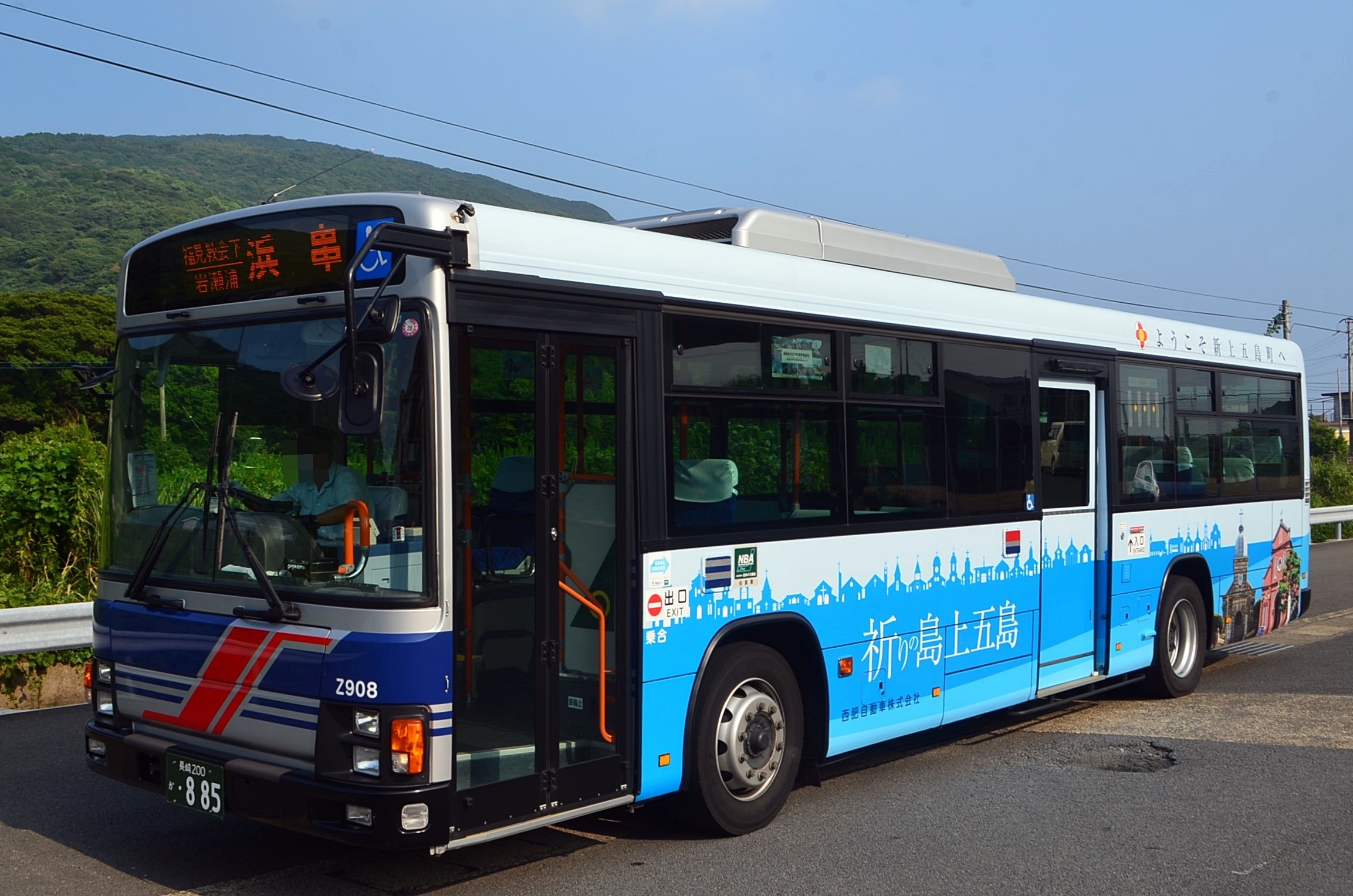
Z908 이스즈 엘가 원스텝 모델로, 신카미코토영업소 소속 차량
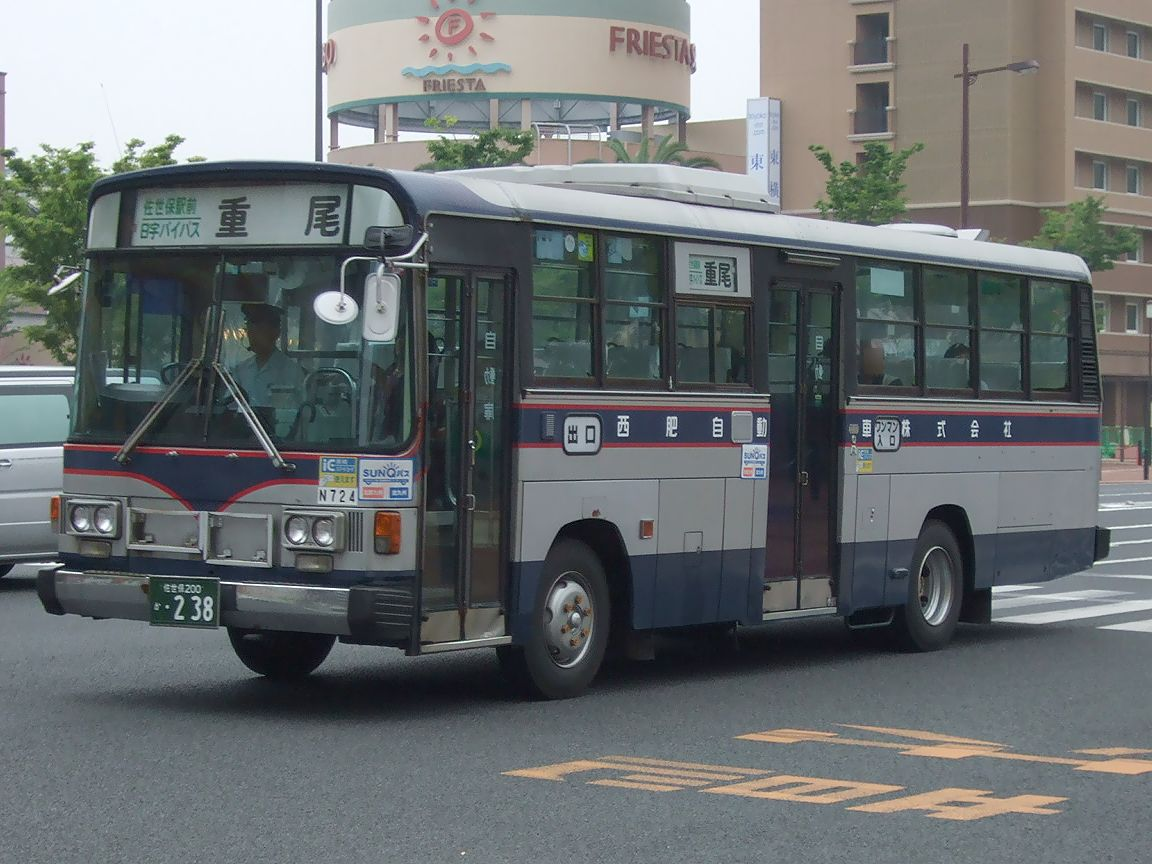
N724 (폐차제), 닛산 디젤 스페이스 러너 RM으로, 후지 중공업 차체를 응용한 형태를 띄며, 일반 노선을 위주로 운행하는 차량
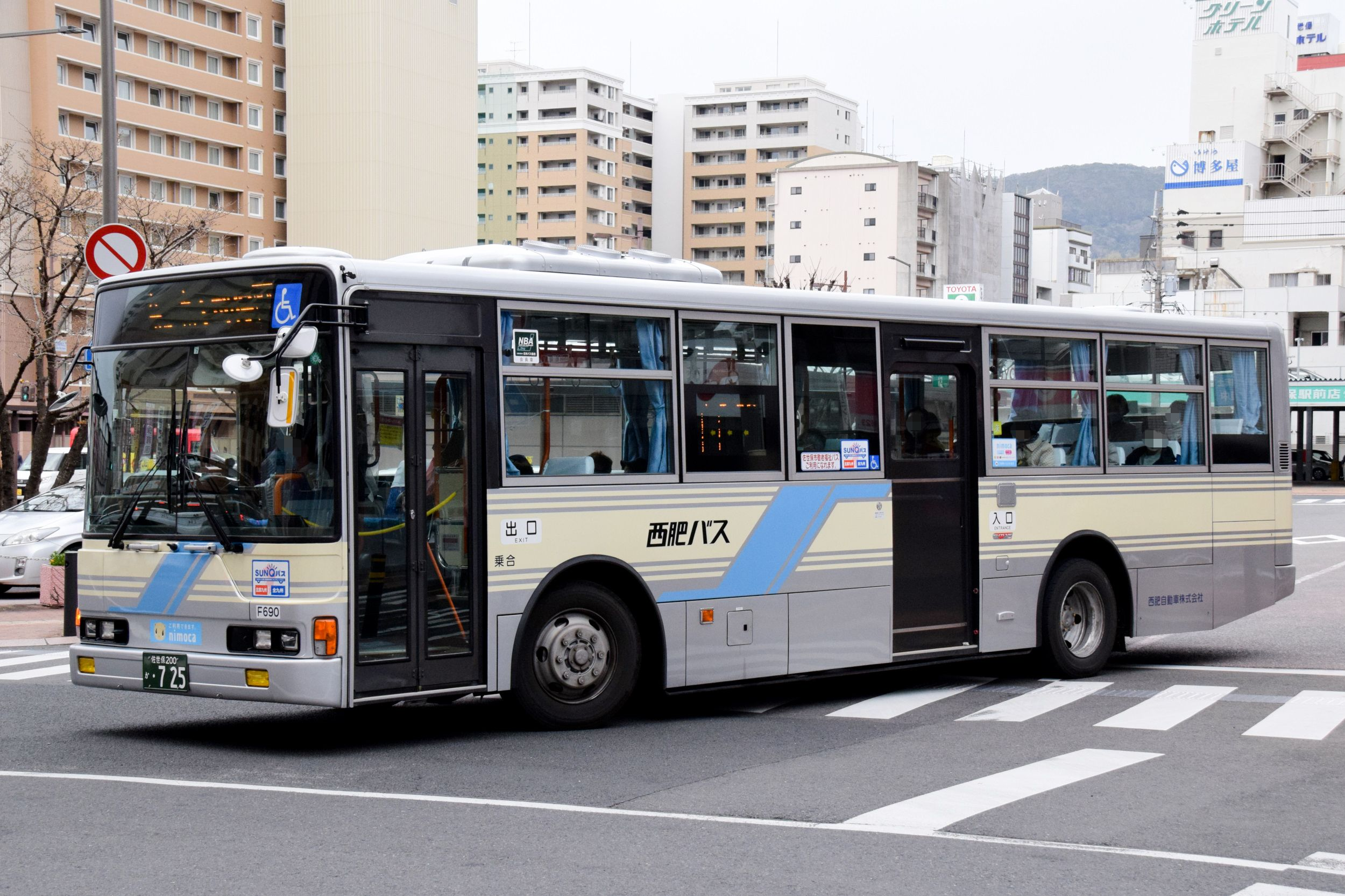
F690, 미쓰비시후소 에어로 스타 원스텝 차량으로, 사세보 버스를 통한 위탁 운행용 차량이며 가나가와 중앙 교통으로부터 이적함
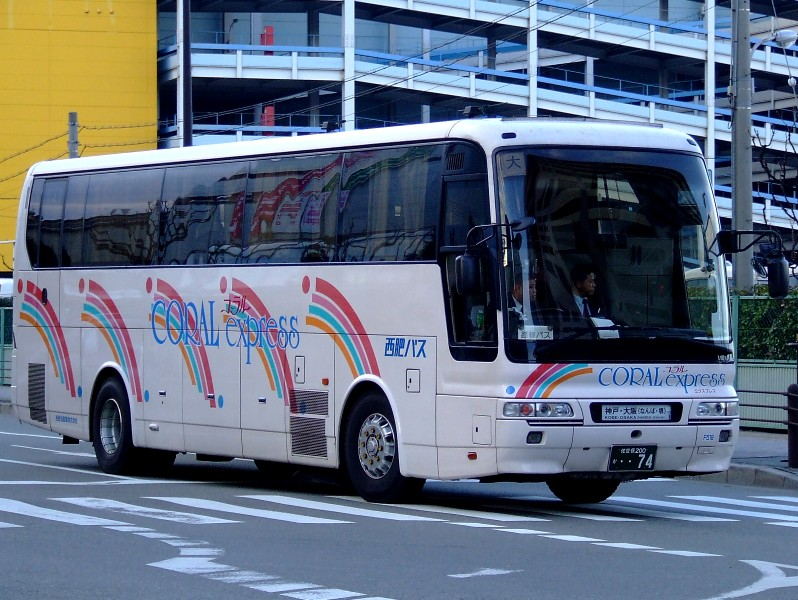
F518 (폐차제), 미쓰비시후소 에어로 버스로, 예전에 운행했던 야간용 고속버스인 '코럴 익스프레스호'로 운행한 차량
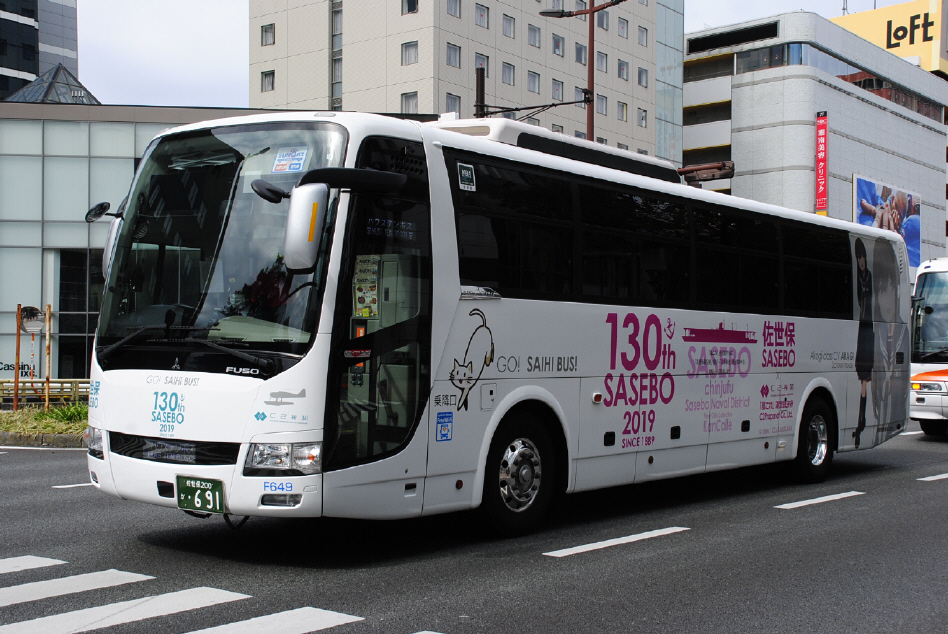
F649, 미쓰비시후소 에어로 버스로, 130th SASEBO 2019의 함대 컬렉션과 관련된 랩핑이 이루어진 버스이다.
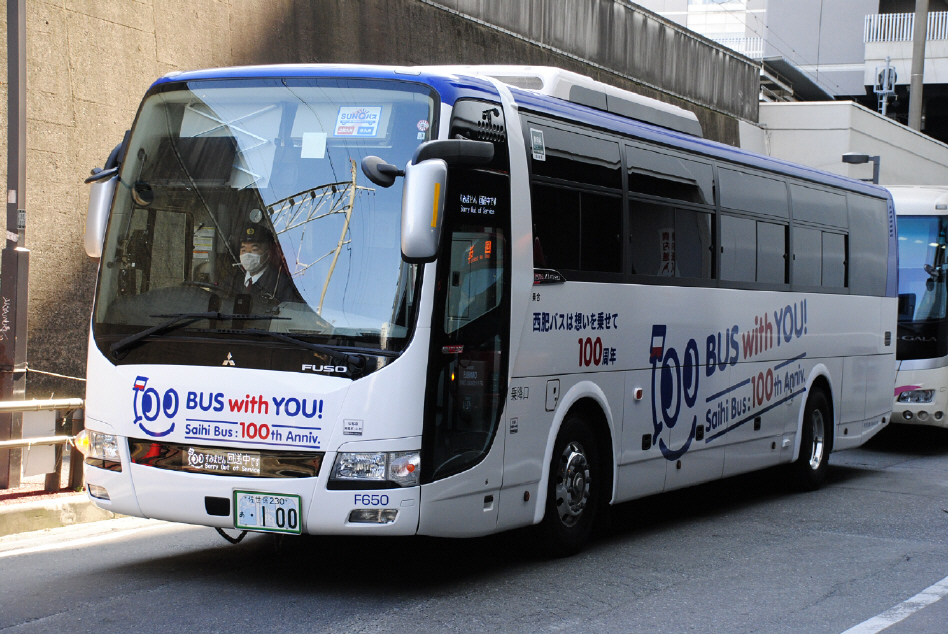
F650, 미쓰비시후소 에어로 버스로, BUS with YOU! 100주년 디자인 도색을 띈 차량
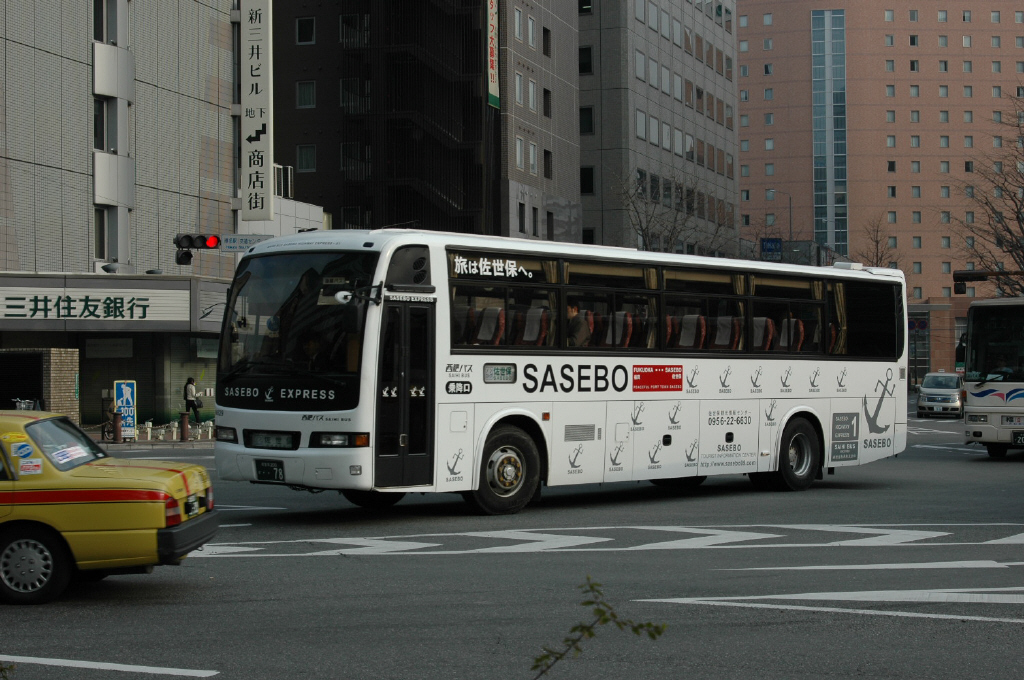
N829 (폐차제), 닛산 디젤 스페이스 애로우 차량이며, 이 버스는 폐차 직전 당시 '여행은 사세보로'라고 특이하게 랩핑 처리된 것을 가짐

## 같이 보기
- 나가사키 버스 하이재킹 사건(일본어판, 중국어판)
- 사세보 버스(일본어판)